# Jean-Claude Plessis
Pour les articles homonymes, voir Plessis (homonymie).
Jean-Claude Plessis, né le 19 février 1944 à Tours, est un dirigeant sportif français, Président délégué du Football Club Sochaux-Montbéliard (FC Sochaux), il a quitté ses fonctions, remplacé le 1er juillet 2008 par Alexandre Lacombe. Il est jusqu'en novembre 2010 le Président du RC Strasbourg, à la suite de l'appel d'Alain Fontenla en mars 2010.
Il est marié à Héléne Plessis et est père de deux enfants : Thomas Plessis et David Plessis.
Il annonce en juillet 2023 vouloir reprendre le FC Sochaux, sans l'actionnaire historique Peugeot. 

Le 17 août 2023, son projet de reprise du FC Sochaux est validé. Il reprend ainsi la présidence du club. 

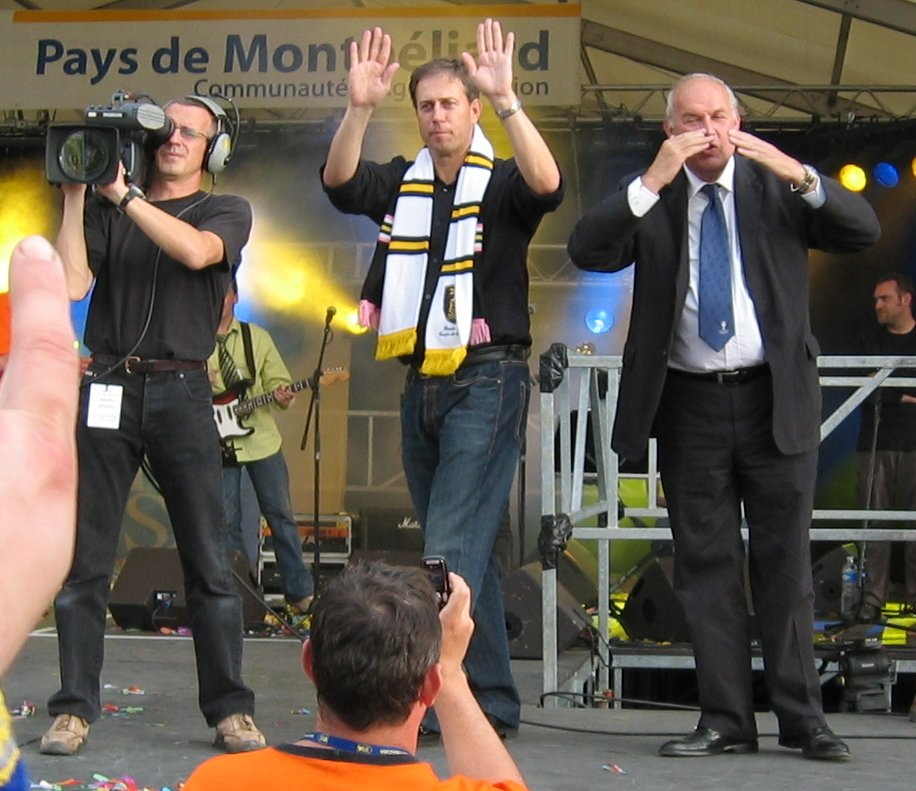
Le président Jean-Claude Plessis en complet bleu à côté de l'entraîneur Alain Perrin saluent les supporters du club le lendemain de la victoire de la Coupe de France de football 2006-2007 du FC Sochaux.

## Fonctions
- Président de l'AS Brestoise dans les années 1980[3].
- Président délégué du Football Club Sochaux-Montbéliard (FC Sochaux) de 1999 à juin 2008.
- Dirigeant de la commission Marketing de la Ligue de football professionnel depuis le 16 septembre 2005.
- Président du Racing Club de Strasbourg de mars à novembre 2010.
- Président de l'AS Brestoise à partir d'Août 2021.
- Président du Football Club Sochaux-Montbéliard depuis le 17 août 2023.

## Palmarès duFC Sochauxsous sa présidence
- 2007 : Vainqueur de la Coupe de France de football 2006-2007.
- 2004 : Vainqueur de la Coupe de la Ligue de football 2003-2004.
- 2003 : Finaliste de la Coupe de la Ligue de football 2002-2003 face à l'AS Monaco.
- 2001 : Vainqueur du Championnat de France de football D2 2000-01.

## Médias
Il a été chroniqueur pour le quotidien Aujourd'hui sport.
Il intervient également régulièrement aux  antennes de RTL dans l'émission On refait le match et sur RMC dans l'émission l'After foot.

## Faits divers
Dans la soirée du mercredi 4 juin 2008, Jean-Claude Plessis est conduit au commissariat de Montbéliard. Après un barbecue avec des amis dans la journée, et ayant fini la soirée dans un bar, Jean-Claude Plessis, passablement éméché, s'en prend à des fonctionnaires de police alertés par des riverains, et refuse ensuite de s'excuser. Il est alors plaqué contre le mur, arrêté pour « outrage à agents » puis menotté. « C'est vrai que j'ai dit un mot désagréable, mais qui ne me semble pas insultant », témoignera-t-il le 5 juin 2008 dans le journal l'Est républicain, après avoir retrouvé ses esprits.